# Agios Dimitrios (Zypern)
Agios Dimitrios (griechisch Άγιος Δημήτριος) ist eine Gemeinde im Bezirk Limassol in Zypern. Bei der Volkszählung im Jahr 2021 hatte sie 39 Einwohner.
Das Dorf ist für sein Töpferhandwerk bekannt, das seit 2016 Teil des immateriellen Kulturerbes der UNESCO ist.

## Lage und Umgebung

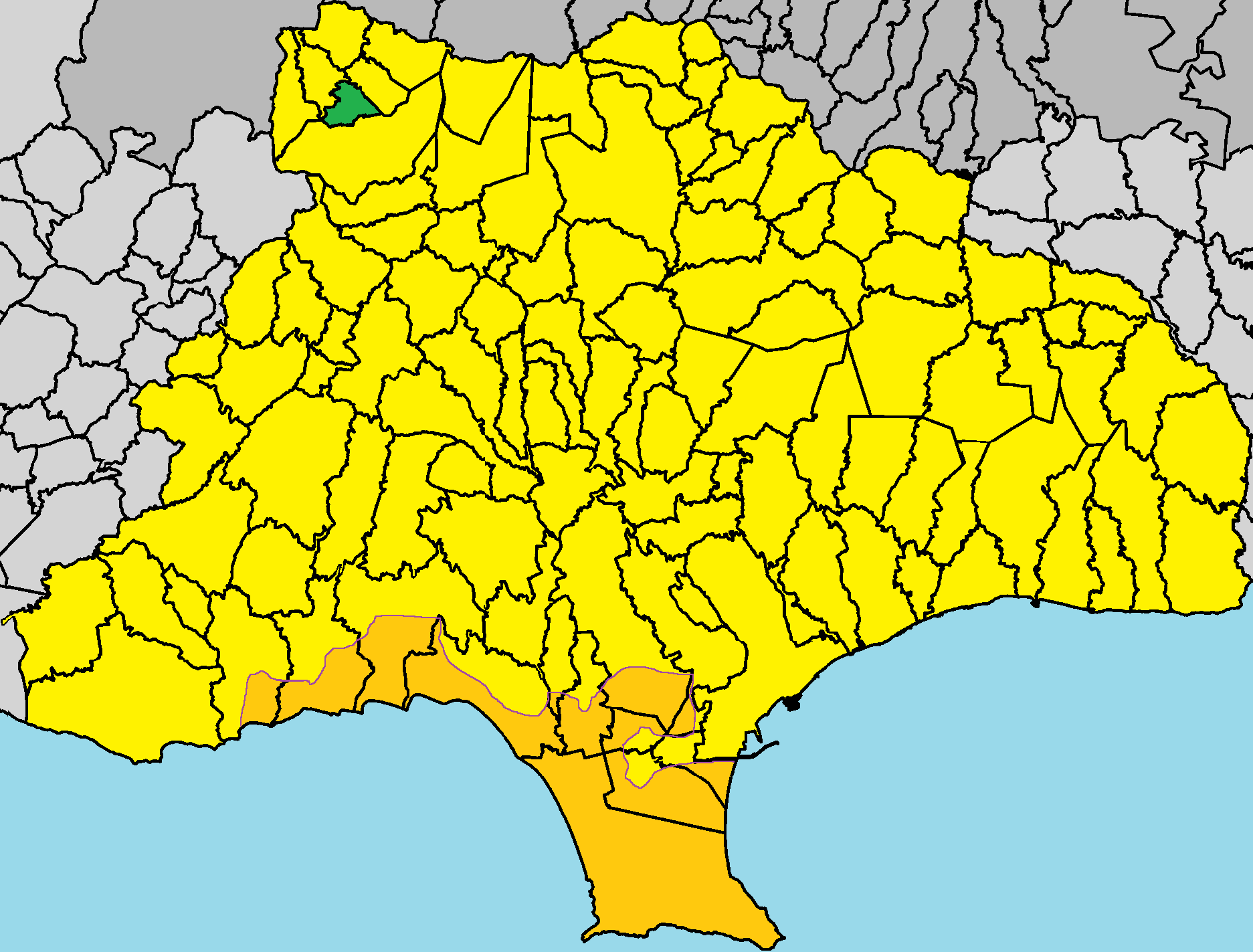
Lage im Bezirk Limassol

Agios Dimitrios liegt in der Mitte der Insel Zypern auf 900 Metern Höhe, etwa 54 km südwestlich der Hauptstadt Nikosia, 31 km nordwestlich von Limassol und 36 km nordöstlich von Paphos.
Der Ort befindet sich etwa 25 km vom Mittelmeer entfernt im Inselinneren im Troodos-Gebirge. Etwas östlich liegt der höchste Berg der Insel, der Olympos. Weiter im Norden beginnt der Bezirk Nikosia. Östlich liegt das Trooditissa-Kloster, Sommersitz des Bischofs von Paphos.
Orte in der Umgebung sind Lemithou im Norden, Paleomylos im Nordosten, Troodos im Osten, Phini im Südosten sowie Kaminaria und Tris Elies im Westen.

## Geschichte
Die ersten Berichte über die Existenz von Agios Dimitrios gehen auf die Mitte des 15. Jahrhunderts zurück. Laut dem Chronisten Florios Voustronios gewährte der fränkische König der Insel, Jakob II., zwischen 1460 und 1473 n. Chr. eine Reihe von Dörfern und deren Einkünfte verschiedenen Adligen. Agios Dimitrios wurde Onufrio Resqueenses übergeben. Später wurde das Dorf von seinen Bewohnern aus unbekannten Gründen verlassen. Danach wurde das Gebiet des Dorfes zum Metochi des Klosters Agios Ioannis Lampadistis.
Die Überlieferung besagt, dass Ende des 18. bis 19. Jahrhunderts eine Familie aus dem Nachbardorf Tris Elies das Gelände vom Kloster Agios Ioannis Lampadistis kaufte, und es dann an die Schwester des Metropoliten von Paphos, Chrysantho, übergab.

### Bevölkerungsentwicklung
| Jahr      | 1881 | 1891 | 1901 | 1911 | 1921 | 1931 | 1946 | 1960 | 1976 | 1982 | 1992 | 2001 | 2011 | 2021 |
| Einwohner | 57   | 64   | 90   | 117  | 124  | 166  | 199  | 223  | 208  | 132  | 73   | 56   | 54   | 39   |